# Flammande drycker

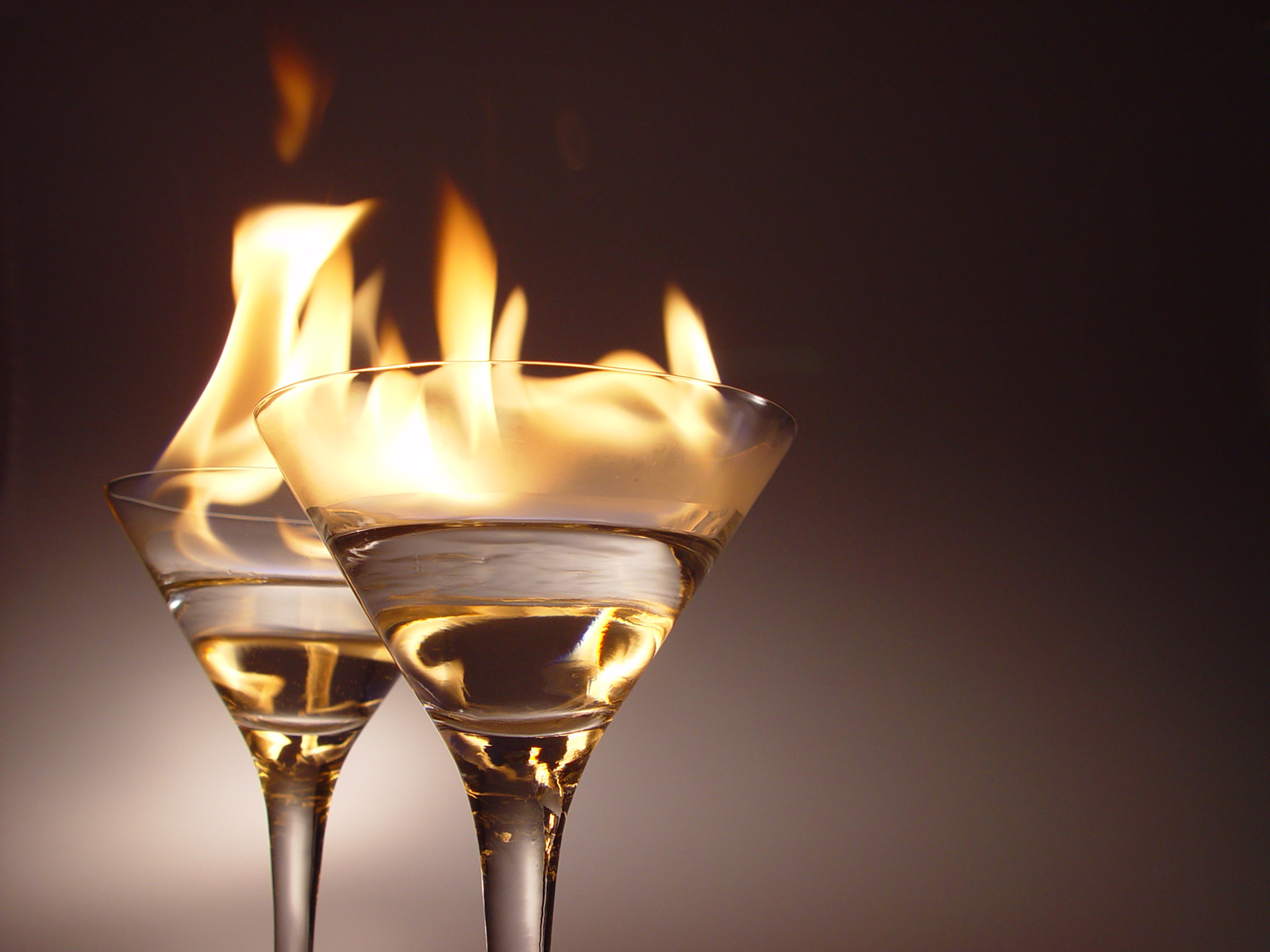
Flammande cocktails.

Flammande drycker kallas alkoholhaltiga drycker som antänds. Detta görs mestadels som en visuell effekt då det dels sänker dryckens alkoholhalt och sällan påverkar smaken märkbart. För att en dryck ska kunna antändas bör den innehålla 40% alkohol eller mer. Flammande drycker förekommer vanligen i dunkla miljöer där flammorna syns tydligast. Även sedan lågorna slocknat kan dryckeskärlet vara varmt och orsaka brännskador om man är oförsiktig.

## Exempel på flammande drycker
- Flaming Moe's, en fiktiv flammande dryck i Simpsons
- B-52 (drink) Flammande shot. Innehållandes Kahlúa (kaffelikör), Baileys (Irish Cream) och Cointreau (apelsinlikör). B52 finns även i andra varianter som inte flammar.
- Sambuca shot serveras emellanåt brinnande.